# Lista de prefeitos de Saudade do Iguaçu
Esta é a lista de prefeitos e vice-prefeitos do município de Saudade do Iguaçu, estado brasileiro do Paraná.
| Nº | Nome              | Imagem                | Partido               | Vice-prefeito                    | Início do mandato      | Fim do mandato                                  | Observações                                                                 |
| 1  | Luiz Giacomini    |                       | PMDB                  | Arlindo Faust (PTB)              | 1º de janeiro de 1993  | março de 1993                                   | Prefeito e vice eleitos em sufrágio universal cassados por decisão judicial |
| —  | Gilmar Bertoldi   |                       | PMDB                  | —                                | março de 1993          | setembro de 1993                                | Presidente da Câmara como Prefeito interino                                 |
| 2  | Pedro Fontana     |                       | PMDB                  | Amarildo Paulo Verdi (PTB)       | setembro de 1993       | 31 de dezembro de 1996                          | Prefeito e vice eleitos em sufrágio universal                               |
| 3  | Daizi Trento      |                       | PDT                   | Alfonso Marangon (PTB)           | 1º de janeiro de 1997  | 31 de dezembro de 2000                          | Prefeito e vice eleitos em sufrágio universal                               |
| 4  | Luiz Giacomini    |                       | PMDB                  | Nilcio Bitencourt da Silva (PDT) | 1º de janeiro de 2001  | 31 de dezembro de 2004                          | Prefeito e vice eleitos em sufrágio universal                               |
| 5  | Rogério Galina    |                       | PPS                   | Ivalino Trento (PP)              | 1º de janeiro de 2005  | 31 de dezembro de 2008                          | Prefeito e vice eleitos em sufrágio universal                               |
| 5  | Rogério Galina    | PR                    | 1º de janeiro de 2009 | Ivalino Trento (PP)              | 31 de dezembro de 2012 | Prefeito e vice reeleitos em sufrágio universal |                                                                             |
| 6  | Mauro César Cenci |                       | PV                    | Darlei Trento (PSDB)             | 1º de janeiro de 2013  | 31 de dezembro de 2016                          | Prefeito e vice eleitos em sufrágio universal                               |
| 6  | Mauro César Cenci | 1º de janeiro de 2017 | PV                    | Darlei Trento (PSDB)             | 31 de dezembro de 2020 | Prefeito e vice reeleitos em sufrágio universal |                                                                             |
| 7  | Darlei Trento     |                       | PSD                   | Luiz Giacomini (MDB)             | 1° de janeiro de 2021  | 31 de dezembro de 2024                          | Prefeito e vice eleitos em sufrágio universal                               |
| 8  | Rogério Galina    |                       | PP                    | Celso Giacomini (PSB)            | 1° de janeiro de 2025  | Atual                                           | Prefeito e vice eleitos em sufrágio universal                               |